# Timiaouine

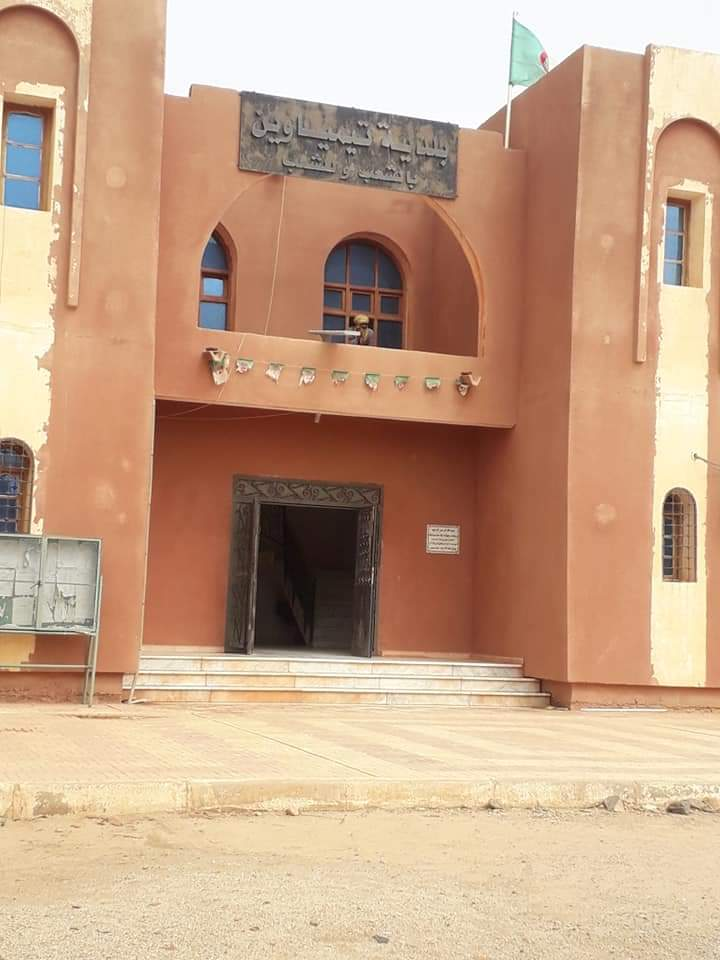
Hotel in Timiaouine (2020)

Timiaouine (arabisch ﺗﻴﻤﻴﺎوﻳﻦ, tuareg-berberisch ⵜⵉⵎⵢⴰⵡⵉⵏ) ist eine Stadt im Süden Algeriens nahe der Grenze zu Mali. Sie gehört zur Provinz Bordj Badji Mokhtar.

## Geographie
Timiaouine liegt auf einer Höhe von 582 m im nördlichen Adrar des Ifoghas, einem Gebirgsmassiv in der Sahara, das sich bis nach Kidal in Mali erstreckt. Typisch für die Gegend sind große Felsbrocken aus Sandstein westlich und nördlich der Stadt.

## Verkehrsanbindung
Timiaouine ist Endpunkt der Nationalstraße 6, welche die Stadt mit Bordj Badji Mokhtar und weiter nach Norden mit Adrar verbindet.

## Klima
In Timiaouine herrscht arides Klima der Klimaklassifikation BWh mit langen und sehr heißen Sommern und kurzen warmen Wintern.